# Alexandroupoli
Alexandroupoli (græsk: Αλεξανδρούπολη, pronounced [aleksanˈðrupoli]) eller Alexandroupolis er en by i Grækenland og hovedstaden i den regionale enhed Evros, og den største by i det vestlige Thrakien og periferien Østmakedonien og Thrakien. Den har 57.812 indbyggere og er en vigtig havn og kommercielt centrum i det nordøstlige Grækenland.
Byen blev først bosat af Det Osmanniske Rige i det 19. århundrede og voksede til en fiskerby, Dedeağaç. I 1873 blev det en kaza og et år senere blev det forfremmet til en sanjak. Dermed udviklede byen sig til et regionalt handelscenter. Senere blev det en del af Adrianople Vilayet. Under den russisk-tyrkiske krig (1877-1878) blev den kortvarigt erobret af russerne. Det osmanniske styre endte med den første Balkankrig, da byen blev erobret af Bulgarien i 1912. I den anden Balkankrig tog Grækenland kontrollen over byen. Men med Bukarest-traktaten (10. august 1913) vendte byen tilbage til Bulgarien.
Med Bulgariens nederlag i Første Verdenskrig kom byen under græsk kontrol for anden gang. I 1920 blev byen omdøbt for at ære den græske konge, Alexander. Med Lausanne-traktaten i 1923 blev Alexandroupoli en officiel del af Grækenland.
Ifølge Herodot er den moderne by nær stedet for det gamle Sale,  en koloni under Samothrace.  Zonen Alexandroupolis, såvel som hele området fra Evros-deltaet til Vistonida-søen og foden af Rhodope-bjergene, var beboet af Ciconere. Ciconerne var thrakiske folk, som Odysseus og hans kammerater ifølge mytologien stødte sammen ved deres hjemkomst fra Troja.
Alexandroupoli nyder godt af sin position i centrum af land- og søruter, der forbinder Grækenland med Tyrkiet. Landemærker i Alexandroupoli omfatter byens fyrtårn i havnen, de arkæologiske steder i Mesimvria-zonen, byens havnefront (centrum for kommerciel aktivitet), Thrakiens etnologiske museum, de termiske kilder (Hana) i Traianoupoli, kyklopernes hule Polyphemus og det nærliggende Evros delta.

## Navn
Den moderne by Alexandroupoli blev grundlagt som en lille fiskerlandsby i begyndelsen af det 19. århundrede, under det osmanniske imperium, af fiskere fra Ainos og landsbyerne Makri og Maroneia. Den blev kendt som Dedeağaç (græsk: Δεδεαγάτς; tyrkisk: Dedeağaç  [dedeˈaːtʃ] ; bulgarsk: Дедеагач [dɛdɛaɡat͡ʃ] ). Navnet kommer angiveligt fra en gammel tyrkisk klog mand (tyrkisk dede ), der tilbragte meget af sin tid i skyggen af et træ (ağaç) og til sidst blev begravet ved siden af det. Fra de første dage af byens erobring (14. maj 1920) besluttede myndighederne at omdøbe byen fra Dedeağaç til Neapoli ("ny by"), da det indtil da var den nyeste græske by. I 1920 besøgte kong Alexander I af Grækenland byen, og de lokale myndigheder omdøbte byen til Alexandroupoli ("by Alexander") til hans ære, med godkendelse fra centralregeringen. 

## Geografi
Alexandroupoli ligger omkring 14,5 kilometer vest for Evros delta, 40 km fra grænsen til Tyrkiet, 346 km fra Thessaloniki på den nybyggede Egnatia-motorvej og 750 km fra Athen. Omkring byen ligger små fiskerlandsbyer som Makri og Dikella mod vest, og forstæderne Maistros, Apalos, Antheia, Aristino, Nipsa, Loutra mod øst, og nord for byen ligger Palagia, Avantas, Aissymi og Kirki. Ved folketællingen i 2001 havde hovedbyen en befolkning på 48.885 og kommunen havde en befolkning på 52.720. Den nuværende storbybefolkning anslås til omkring 70.000 indbyggere, og dens område dækker den sydlige del af den regionale enhed, der løber fra Rhodope til Evros-deltaet. Udover Alexandroupolis er dets andre største bebyggelser landsbyerne Mákri (indbyggertal 820), Ávas (497), Sykorráchi (309), Aisými (289) og Díkella (288).

## Transport
Alexandroupoli er tilgængelig med fly, jernbane, vej og færge. Det har en international havn, Egnatia-vejen, lufthavnen "Dimokritos" og en jernbaneforbindelse med andre byer.
Ved Evros-deltaet et af Europas vigtigste habitater med et areal på 200.000 hektar, som er på listen over beskyttede områder i den internationale Ramsar-konvention (1971) på grund af de betydelige og sjældne plantearter (mere mere end 300 arter), fauna (40 arter af pattedyr, 28 arter af krybdyr og 46 arter af fisk) og fugle (320 arter). En del af deltaet er blevet udpeget som et særligt beskyttelsesområde og foreslås som et område af fællesskabsinteresse i Natura 2000 - netværket.

### Økopark "Altinalmazis"
I Alexandroupolis inviede man i maj 2017 et nyt haveteater med 1400 pladser i "Økopark Altinalmazis", hvor der afholdes forskellige kulturelle begivenheder såsom teaterforestillinger og koncerter. Det har et areal på 135.597 kvm. og har en forfriskning, gangbroer, grønne områder og kiosker. Denne park er opkaldt efter Konstantinos Altinalmazis, der var den længst siddende borgmester (1925-29, 1929-33, 1933-37, 1937-41) i Alexandroupolis.
Hvert år, om sommeren, afholdes på kong Alexanders kyst allé en bogudstilling, og hvert andet år i nærheden af havnen arrangeres den internationale handelsmesse "Alexpo".
Den 14. maj hvert år fejres byen og Thrakien annektering til Grækenland med en parade. Byens skytshelgen er Sankt Nikolaos, hvis fest fejres den 6. december hvert år.

## Seværdigheder

### Fyrtårnet i Alexandroupoli
Fyrtårnet i Alexandroupoli er en attraktion og symbol på byen. Fyrtårnet (anerkendt som et kulturarvsmonument i 2013) ligger på byens promenade (Megalou Alexandrou gaden). Det blev bygget i 1850 og sat i drift i 1880, bygget på den vestlige side af byens havn for at lette kystfarten for lokale sømænd, der rejste til området ved Dardanellerne. Det er på en cylindrisk piedestal og er 27 meter fra det gennemsnitlige havniveau og 18 meter fra jorden, hvilket gør det til et af de højeste fyrtårne i Grækenland. Den opererer med elektricitet, og dens karakteristiske træk er dens lysstråle, der når 24 sømil (ca. 44 km) og tre hvide blink hvert 15. sekund.

### Evros Delta Nationalpark
Godt 30 kilometer fra byen ligger Evros-deltaet et af Europas vigtigste levesteder med et areal på 200.000 hektar, som er på listen over beskyttede områder i den internationale Ramsar-konvention (1971) på grund af en betyydningsfuld flora med sjældne plantearter (mere mere end 300 arter), faunaen (40 arter af pattedyr, 28 arter af krybdyr og 46 arter af fisk) og fugle (320 arter). En del af deltaet er blevet udpeget som et særligt beskyttelsesområde og foreslås som et område af fællesskabsinteresse i Natura 2000 - netværket.

### Kyklopens hule
Kyklopens hule ligger i Makri og er ifølge lokal folketradition en berømt hule for Kyklopen Polyphemus. Den har brugsspor tilbage fra yngre stenalder (ca. 4.500 f.Kr.), og i dag er den neolitiske bosættelse, en af de vigtigste der er blevet fundet på Balkan.

### Mesimbria-Zone
Mesembria-Zone er et arkæologisk område 20 km fra Alexandroupolis. Her er fundet en række mønter og ruiner fra en gammel by, sandsynligvis kolonien Zone. Det var en af kolonifæstningerne i Samotrake og blomstrede i det 5. og 4. århundrede f.Kr. Hovedbygningerne er: Demeters helligdom, Apollon-templet, befæstningsmuren, den befæstede bosættelse fra de hellenistiske år, kirkegården og residenserne. Det er bemærkelsesværdigt, at der er fundet en række amforaer, der sandsynligvis blev brugt som vandtætningssystem.

### Termiske kilder i Traianoupoli
De termiske kilder i Traianoupoli ligger 14 km fra byen Alexandroupolis og er af de mest berømte varme kilder i regionen siden oldtiden. Hana var en osmannisk kro og bag den var der under det osmanniske imperium bade (hamams), i dag er der ruiner fra det 16. århundrede. I 1964 blev moderne faciliteter til badeterapi og positerapi genopbygget på det arkæologiske sted, som er officielt anerkendt af den græske stat for deres helbredende egenskaber og betragtes som en af de vigtigste i Grækenland.

## Galleri
- Evros-deltaet
- Fyrtårnet i Alexandroupolis
- Statue af Domna og Antonis Visvizis, helte fra den græske uafhængighedskrig fra Thrakien
- Regionsbygningen for den regionale enhed Evros og med en nøjagtig kopi Nike fra Samothrake (eller Samothaces vingede sejr) i gården
- Udsigt over kystområdet Alexandroupoli
- Fyrtårnet i Alexandroupoli og kystvejen
- Solnedgang i Alexandroupoli
- St. Josephs, katolske kirke
- Vandtætningssystem med amforaer på det arkæologiske sted Mesembria - Zone
- Kirken Theotokos Kosmosoteira i Feres
- Osmanniske bade i det nærliggende Traianoupoli
- En af 6 vindmøller i Melia
- Slottet Avas
- Udsigt over Samotrake fra byen
- Solnedgang med udsigt til Samothrace
- Solnedgang i Alexandroupoli
- Udsigt over Samotrake fra kysten i Makri
- Kyst langs Alexandroupoli
- Strand med udsigt til Samotrake
- Den lille havn i Makri
- Landsbyen Makri
- Bjerglandskab i Aetochori
- Vej med lille kirke nær Dikella
- Russisk monument i gården til storbykirken for den russisk-tyrkiske krig (1877-1878)
- Fodgængerområde i Alexandroupolis
- Via Egnatia i Traianoupoli, nær Alexandroupoli
- Eleftherias Plads
- Olivenlund i Alexandroupolis